# Pseudeulia asinana
Pseudeulia asinana är en fjärilsart som beskrevs av Jacob Hübner 1800. Pseudeulia asinana ingår i släktet Pseudeulia och familjen vecklare. Inga underarter finns listade i Catalogue of Life.

## Bildgalleri

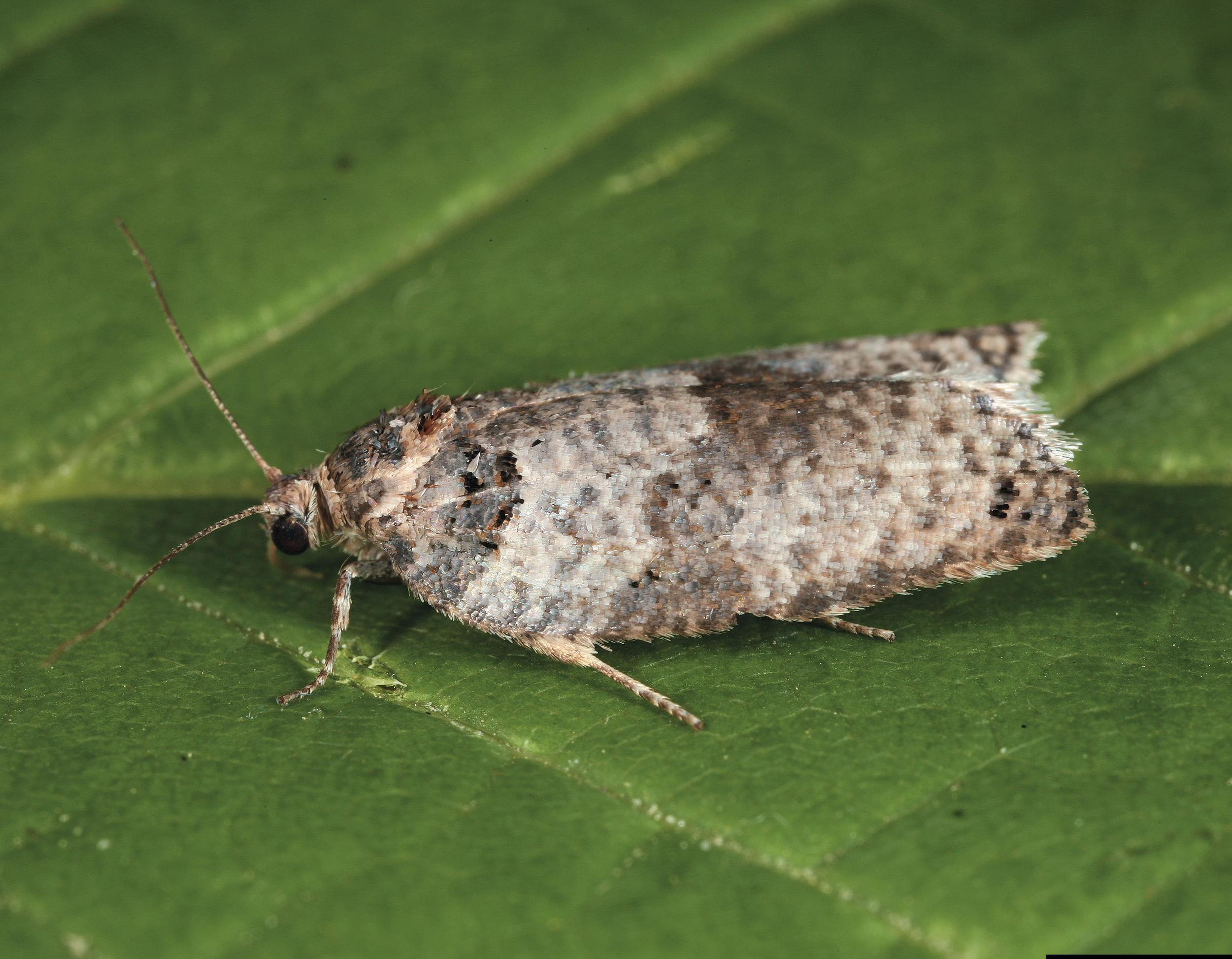